# Rochester (Washington)
Pour les articles homonymes, voir Rochester.
Rochester est une ville américaine située dans l 'État de Washington et le Comté de Thurston.
Au recensement de 2000, elle était peuplée par 1 829 habitants.